# Simeon Sachsen-Coburg-Gotha
Simeon Borisov Sakskoburggotski (bulgarsk: Симеон Борисов Сакскобургготски; født 16. juni 1937) var (under navnet Simeon 2.) tsar af Bulgarien fra 1943 til 1946. Efter folkeafstemningen i 1946, der afskaffede monarkiet, drog kong Simeon (på dette tidspunkt 9 år gammel) i eksil. I 1996 vendte han tilbage til Bulgarien, og i 2001 vandt hans parti en overbevisende sejr ved valget, hvorefter Simeon Sakskoburggotski (som privatborger bruger kong Simeon sit slægtsnavn som efternavn) blev premierminister frem til 2005.

## Biografi

### Tidlige liv
Simeon blev født den 16. juni 1937 i Bulgariens hovedstad Sofia som det andet barn og eneste søn af Tsar Boris 3. af Bulgarien i hans ægteskab med Giovanna af Italien. Efter hans fødsel sendte Boris 3. en flyverofficer til Jordanfloden for at hente vand til Simeons dåb i den ortodokse kirke. Han besteg Bulgariens trone den 28. august 1943 ved faderens død, lige efter faderen var vendt tilbage til Bulgarien efter et møde med Adolf Hitler. Da Tsar Simeon kun var seks år gammel, da han besteg tronen, blev der orettet et regentråd bestående af hans onkel, Prins Kiril, premierminister Bogdan Filov og generalløjtnant Nikola Mikhov fra den bulgarske hær.

### Regeringstid
I hans fars regeringstid havde Bulgarien modvilligt tilsluttet sig Aksemagterne i Anden Verdenskrig men havde formået at opretholde diplomatiske relationer med Sovjetunionen. Alligevel erklærede Stalin krig mod Bulgarien den 5. september 1944, og tre dage senere invaderede Den Røde Hær landet uden at møde modstand. Den følgende dag, den 9. september 1944, blev Prins Kiril og de øvrige medlemmer af regentrådet afsat ved et sovjetisk støttet kup og arresteret. De tre regenter blev siden alle henrettet af kommunisterne i februar 1945.
Den bulgarske kongefamilie — Dronning Giovanna, Simeon 2. og hans søster Maria Louisa — opholdt sig på Vrana Slot nær Sofia, mens tre nye regenter blev udpeget (Todor Pavlov, Venelin Ganev og Tsvetko Boboshevski). Den 15. september 1946 blev der afholdt en folkeafstemning under opsyn af den sovjetiske hær. 97% var for en republik og afskaffelse af monarkiet, og barnekongen Simeon blev afsat.

### Eksil
Den 16. september 1946 blev kongefamilien tvunget til at forlade Bulgarien og rejste i eksil. Simeon 2. har aldrig underskrevet nogen abdikationspapirer, hverken dengang eller senere. Kongefamilien rejste først til Alexandria i Egypten, hvor Dronning Giovannas fader, Victor Emanuel 3. af Italien, allerede opholdt sig i eksil. Der gik han på Victoria College sammen med bl.a. Kronprins Leka af Albanien I juli 1951 fik familien tildelt asyl i Franco-diktaturets Spanien.
I Madrid studerede Simeon ved Lycée Français. Den  16. juni 1955, på sin 18 års fødselsdag, udstedte Simeon, i overensstemmelse med bestemmelserne i Tarnovo-konstitutionen, en proklamation til det bulgarske folk som tsar af Bulgarien, hvori han bekræftede sin vilje til at være alle bulgareres konge, følge principperne i Tarnovo-konstitutionen og befri Bulgarien. I 1958 blev han indskrevet ved Valley Forge Military Academy and College i USA, hvor han var kendt som "Cadet Rylski No. 6883" og blev uddannet til sekondløjtnant, Da han kom tilbage til Madrid studerede han jura og erhvervsøkonomi. Han ernærede sig herefter som erhvervsmand.

## Anetavle
| P                                    | I                          | II                                    | III                                         |
| ------------------------------------ | -------------------------- | ------------------------------------- | ------------------------------------------- |
| Proband: Simeon Sachsen-Coburg-Gotha | Far: Boris 3. af Bulgarien | Farfar: Ferdinand 1. af Bulgarien     | Farfars far: August af Sachsen-Coburg-Gotha |
| Proband: Simeon Sachsen-Coburg-Gotha | Far: Boris 3. af Bulgarien | Farfar: Ferdinand 1. af Bulgarien     | Farfars mor: Clémentine af Orléans          |
| Proband: Simeon Sachsen-Coburg-Gotha | Far: Boris 3. af Bulgarien | Farmor: Marie Louise af Bourbon-Parma | Farmors far: Robert 1. af Parma             |
| Proband: Simeon Sachsen-Coburg-Gotha | Far: Boris 3. af Bulgarien | Farmor: Marie Louise af Bourbon-Parma | Farmors mor: Maria Pia af Begge Sicilier    |
| Proband: Simeon Sachsen-Coburg-Gotha | Mor: Giovanna af Savoyen   | Morfar: Victor Emmanuel 3. af Italien | Morfars far: Umberto 1. af Italien          |
| Proband: Simeon Sachsen-Coburg-Gotha | Mor: Giovanna af Savoyen   | Morfar: Victor Emmanuel 3. af Italien | Morfars mor: Margherita af Savoyen          |
| Proband: Simeon Sachsen-Coburg-Gotha | Mor: Giovanna af Savoyen   | Mormor: Elena af Montenegro           | Mormors far: Nikola af Montenegro           |
| Proband: Simeon Sachsen-Coburg-Gotha | Mor: Giovanna af Savoyen   | Mormor: Elena af Montenegro           | Mormors mor: Milena Vukotić                 |

## Eksterne links
- Wikimedia Commons har flere filer relateret til Simeon Sachsen-Coburg-Gotha